# DMT Azul
Diamante Azul (Ciudad de México, 20 de diciembre de 1988) es un luchador profesional mexicano enmascarado. Actualmente trabaja para la empresa Lucha Libre AAA Worldwide, donde se presenta bajo el nombre de DMT Azul. También es conocido por su pasó en el Consejo Mundial de Lucha Libre (CMLL). Su verdadero nombre no es conocido, como suele ser el caso con los luchadores enmascarados en México, donde sus vidas privadas se mantienen en secreto para los fanáticos.
Originalmente luchó bajo el nombre de El Romano, pero en 2009 se le dio un nuevo nombre y máscara, Metro, personaje que había sido utilizado por al menos otros tres luchadores de CMLL antes de 2009. A principios de 2012 se le dio una nueva imagen y nombre del ring, dejando caer el nombre para convertirse en Diamante Azul.
Entre sus logros, destaca un reinado como Campeón Mundial Histórico de Peso Semicompleto de la NWA, uno como Campeón de Peso Completo de Occidente, uno como Campeón Nacional de Tercias (con Stuka Jr. y Máscara Dorada/Delta), dos como Campeón Mundial en Parejas del CMLL (uno con Atlantis y otro con Valiente) y uno como Campeón Mundial de Tercias de AAA (con Puma King y Sam Adonis).

## Carrera

### Inicios (2007-2008)
Hizo su debut oficial en la lucha profesional en 2007 bajo el nombre de «El Romano». Llevaba una máscara que asemejaba a un casco de Gálea, y el plan original era que se uniera con Méssala y Calígula, dos luchadores del CMLL que usaron personajes similares de soldados romanos. Solo trabajó intermitentemente como El Romano en 2007 y 2008, desapareciendo por largos períodos de tiempo para recibir capacitación adicional de Salazar y Columbo.

### Consejo Mundial de Lucha Libre (2009-2021)
El 7 de enero de 2009, hizo su debut con una nueva máscara y nombre de "Metro". El personaje de Metro fue patrocinado por el principal periódico de la Ciudad de México del mismo nombre, incorporando el logotipo de los periódicos y la combinación de colores (rojo y dorado) tanto en la máscara como en los baúles usados. El personaje del anillo "Metro" se introdujo en 2006 y se había dado previamente a jóvenes luchadores que aún no habían establecido su propio personaje del ring. A lo largo de 2009, Metro trabajó en luchas de media cartelera en el CMLL, avanzando lentamente en las filas para trabajar a veces en el evento semi-principal en algunos espectáculos. El 19 de diciembre de 2009, la Comisión de Box y Lucha Libre de México, D.F. anunció que el trío conocido como Poder Mexica había sido despojado del Campeonato Nacional de Tríos porque Black Power abandonó CMLL, rompiendo así el equipo. La Comisión también anunció un torneo de ocho equipos para coronar nuevos Campeones de Tríos.
La primera parte del torneo tuvo lugar el 22 de diciembre de 2009 y la segunda parte del torneo el 29 de diciembre. Metro se unió a Máscara Dorada y Stuka Jr. por primera vez y derrotó a Los Guerreros Tuareg (Arkangel de la Muerte, Loco Max y Skándalo) en la primera ronda y Los Cancerberos del Infierno (Virus, Euforia y Pólvora) en la segunda ronda para calificar para la final. El pedalier tuvo lugar el 29 de diciembre de 2009 y vio al equipo de Poder Mexica (Sangre Azteca, Dragón Rojo, Jr. y Misterioso, Jr.) clasificarse para la final. El 6 de enero de 2010, Máscara Dorada, Stuka Jr. y Metro derrotaron a Poder Mexica para convertirse en el nuevo Campeón Nacional de Tríos, siendo su primer campeonato de Metro en su carrera.
Como era un tercio del equipo del Campeonato Nacional de Tríos, Metro participó en el torneo del Campeonato Universal de 2010, un torneo de 16 hombres con campeones reconocidos por CMLL. Metro formó parte del "Bloque B" que compitió en el programa Super Viernes del 6 de agosto de 2010. Fue el primer luchador eliminado en la batalla real de siembra y luego perdió ante Héctor Garza, el entonces Campeón Mundial de Peso Completo del CMLL, en la primera ronda. El 18 de noviembre de 2010, Máscara Dorada anunció que renunciaría a su parte del Campeonato Nacional de Tríos debido a la celebración de otros tres campeonatos al mismo tiempo. El nuevo socio de Metro y Stuka, Jr. se determinaría en una encuesta en línea. El 20 de diciembre de 2010, CMLL anunció que Delta había ganado la encuesta y ahora era un tercio del equipo del campeonato, junto con Metro y Stuka Jr. El 9 de enero de 2011, Metro, Delta y Stuka, Jr. perdieron los tríos nacionales mexicanos ante a Ángel de Oro, Diamante y Rush, quienes fueron las otras tres opciones en la encuesta en línea.
El 16 de febrero de 2012, Metro fue re-empaquetado bajo el nombre de "Diamante Azul". Le dieron una máscara azul, baúles y una capa, que se parecían mucho a la máscara de la leyenda de la lucha libre Blue Demon y su sucesor Blue Demon Jr. En el show del 3 de agosto Super Viernes, Diamante Azul y Atlantis derrotaron a Dragón Rojo , Jr. y Último Guerrero para ganar el Campeonato Mundial en Parejas del CMLL.
En el show del Super Viernes del 12 de octubre, Diamante Azul ganó el torneo Leyenda de Azul 2012, un torneo que lleva el nombre de Blue Demon. El 11 de noviembre de 2012, New Japan Pro Wrestling (NJPW) anunció que Diamante Azul y Rush se unirían bajo el nombre de CMLL Asesino para la World Tag League 2012, que tendría lugar del 20 de noviembre al 2 de diciembre. El 13 de noviembre de 2012 , Atlantis y Demonio Azul perdieron su Campeonato Mundial en Parejas del CMLL ante El Terrible y Tama Tonga. Diamante Azul y Rush ingresaron a la World Tag League el 21 de noviembre, derrotando a los cuatro veces campeones del Campeones en Parejas de la IWGP Tencozy (Hiroyoshi Tenzan & Satoshi Kojima) en su primera lucha. Diamante y Rush terminaron el torneo el 28 de noviembre de 2012 con solo cuatro puntos después de las victorias sobre Tencozy y Masato Tanaka y Yujiro Takahashi, terminando en el último lugar en el Grupo B, después de las derrotas ante los equipos de Toru Yano y Takashi Iizuka, K.E.S. (Lance Archer & Davey Boy Smith Jr.), Manabu Nakanishi y Strongman y finalmente Shelton Benjamin y MVP.
Diamante Azul se asoció con Rudo Euforia para el Torneo Nacional de Parejas Increíbles 2013, donde el concepto era que los rivales se unirían para un torneo de parejas. El equipo derrotaría a Ángel de Oro y Ephesto en la primera ronda del torneo, pero perdió ante Atlantis y Último Guerrero en la segunda ronda. El 4 de junio, Diamante Azul derrotó a Rey Bucanero para ganar el Campeonato Mundial Histórico de Peso Semicompleto de la NWA, siendo su primer campeonato de manera individual.
En noviembre de 2014, Diamante Azul se mudó a Francia con su familia. Después de no regresar a CMLL durante tres meses, la empresa lo despojó del Campeonato Mundial Histórico de Peso Semicompleto de la NWA en febrero de 2015. En junio de 2015, Diamante Azul regresó a CMLL, ganándose el derecho de enfrentar a Rey Bucanero por el título que previamente había sido despojado, pero perdió la lucha. Trabajó para CMLL en junio y julio de 2015, luego no fue visto en un ring de CMLL hasta noviembre de 2015.
Diamante Azul regresó a la Arena México en mayo de 2016, reanudando su trabajo con CMLL y la promoción afiliada a CMLL la empresa Lucha Libre Elite. En su primera lucha en México compitió por el Campeonato de Peso Completo de Elite en una batalla real de ocho hombres. Diamante Azul fue el cuarto hombre eliminado por el eventual ganador del combate y del campeonato Cibernético. El 5 de junio, Diamante Azul se asoció con Atlantis una vez más, con el equipo perdiendo ante los Campeones Mundiales en Parejas del CMLL, Negro Casas y Shocker.
Azul dejaría CMLL en mayo de 2021, ya que sentía que su carrera en CMLL no iba a ninguna parte.

### Lucha Libre AAA Worldwide (2021-presente)
El 1 de mayo de 2021, Azul hizo su debut en la empresa rival del CMLL, la AAA en el evento Rey de Reyes atacando a Psycho Clown, Chessman y Pagano. Ese mismo combate se alió con Puma King y Sam Adonis formando un stable llamado "La Empresa".

## Campeonatos y logros
- Comisión de Box y Lucha Libre de México, D.F.
  - Campeonato Nacional de Tríos (1 vez) - con Máscara Dorada & Stuka, Jr.[26]

- Consejo Mundial de Lucha Libre
  - Campeonato Mundial en Parejas del CMLL (2 veces) – con Atlantis (1) y Valiente (1)
  - Campeonato Mundial Histórico de Peso Semicompleto de la NWA (1 vez)
  - Campeonato Nacional de Peso Completo (1 vez)
  - Campeonato de Peso Completo de Occidente (1 vez)
  - Gran Prix Internacional del CMLL (2017)
  - Leyenda de Azul (2012)
  - Torneo Parejas Increíbles Puebla (2019) – con Tiger[27]

- Lucha Libre AAA Worldwide
  - Campeonato Mundial de Tríos de AAA (1 vez) – con Puma King & Sam Adonis

- The Crash
  - Campeonato de Peso Completo de The Crash (1 vez, actual)

- Pro Wrestling Illustrated
  - Situado en el Nº310 en los PWI 500 de 2013[28]
  - Situado en el Nº126 en los PWI 500 de 2014[29]
  - Situado en el Nº228 en los PWI 500 de 2019[30]

## Luchas de apuestas
| Ganador                 | Perdedor           | Lugar            | Evento                  | Fecha               | Notas |
| ----------------------- | ------------------ | ---------------- | ----------------------- | ------------------- | ----- |
| Diamante Azul (máscara) | Pierroth (máscara) | Ciudad de México | Homenaje a Dos Leyendas | 17 de marzo de 2017 |       |